# Saboria (Berg)
Der Saboria (Sadoria) ist ein 2495 m (andere Quelle: 2512 m) hoher Berg in der Gemeinde Ainaro in Osttimor.
Der Berg liegt auf der Grenze zwischen den Sucos Liurai (Maubisse) und Nuno-Mogue (Hatu-Builico). Seit 2000 sind der Gipfel ab einer Höhe von 2000 m und die umliegenden Wälder ein Wildschutzgebiet.